# خواجه سلیم الله
نواب سر خواجه سلیم الله بهادر GCIE KCSI (1871–1915) چهارمین نواب از حاکمان نواب داکا و یکی از رهبران سیاسی مسلمین در عهد راج بریتانیا بود.